# Pallavolo Mondovì 2020-2021
Questa voce raccoglie le informazioni riguardanti la Pallavolo Mondovì nelle competizioni ufficiali della stagione 2020-2021.

## Organigramma societario
Area direttiva
- Presidente: Alessandra Fissolo

Area tecnica
- Allenatore: Davide Delmati
- Allenatore in seconda: Claudio Basso

## Rosa
| N° | Nome               | Ruolo | Data di nascita   | Squadra     |
| -- | ------------------ | ----- | ----------------- | ----------- |
| 1  | Veronica Taborelli | O     | 22 marzo 1994     | Italia      |
| 2  | Francesca Scola    | P     | 15 settembre 2001 | Italia      |
| 6  | Alessia Midriano   | C     | 6 giugno 1982     | Italia      |
| 7  | Giulia Bonifacio   | S     | 7 ottobre 2002    | Italia      |
| 8  | Alessia Mazzon     | C     | 18 agosto 1998    | Italia      |
| 9  | Giulia De Nardi    | L     | 23 aprile 1994    | Italia      |
| 10 | Leah Hardeman      | S     | 18 ottobre 1995   | Stati Uniti |
| 11 | Martina Bordignon  | S     | 26 novembre 1994  | Italia      |
| 12 | Beatrice Molinaro  | C     | 15 giugno 1995    | Italia      |
| 14 | Alice Tanase       | S     | 25 maggio 2000    | Italia      |
| 16 | Simona Mandrile    | L     | 31 gennaio 1999   | Italia      |
| 17 | Ester Serafini     | P     | 7 gennaio 2001    | Italia      |

## Risultati

### Serie A2

#### Girone di andata
| 1ª giornata - 20 settembre 2020 PalaRuffini, Torino                   | CUS Torino       | 3 - 2 | Mondovì        | 25-17, 22-25, 22-25, 25-20, 15-8  |
| 2ª giornata - 27 settembre 2020 PalaManera, Mondovì                   | Mondovì          | 3 - 2 | Hermaea        | 24-26, 25-22, 23-25, 25-21, 15-7  |
| 3ª giornata - 27 gennaio 2021 Centro Pavesi, Milano                   | Club Italia      | 1 - 3 | Mondovì        | 25-27, 26-28, 25-20, 19-25        |
| 4ª giornata - 11 ottobre 2020 PalaManera, Mondovì                     | Mondovì          | 3 - 1 | Roma Club      | 25-23, 25-21, 21-25, 25-22        |
| 5ª giornata - 14 ottobre 2020 Palazzetto dello sport, Pinerolo        | Pinerolo         | 3 - 2 | Mondovì        | 25-21, 19-25, 12-25, 25-20, 15-9  |
| 6ª giornata - 17 ottobre 2020 PalaManera, Mondovì                     | Mondovì          | 3 - 1 | Marsala        | 19-25, 25-16, 25-17, 25-22        |
| 7ª giornata - 25 ottobre 2020 Palestra Santissima Consolata, Sassuolo | Academy Sassuolo | 1 - 3 | Mondovì        | 21-25, 16-25, 25-23, 21-25        |
| 8ª giornata - 26 dicembre 2020 PalaManera, Mondovì                    | Mondovì          | 3 - 0 | Futura Giovani | 25-23, 25-15, 25-22               |
| 9ª giornata - 30 dicembre 2020 Palestra Magagni, Castelnuovo Rangone  | Montale          | 3 - 2 | Mondovì        | 19-25, 25-21, 25-21, 22-25, 15-12 |

#### Girone di ritorno
| 10ª giornata - 6 gennaio 2021 PalaManera, Mondovì                  | Mondovì        | 3 - 0 | CUS Torino       | 25-22, 25-23, 25-22               |
| 11ª giornata - 31 gennaio 2021 Palestra Comunale, Golfo Aranci     | Hermaea        | 2 - 3 | Mondovì          | 25-21, 23-25, 25-16, 23-25, 13-15 |
| 12ª giornata - 13 gennaio 2021 PalaManera, Mondovì                 | Mondovì        | 3 - 1 | Club Italia      | 25-27, 25-18, 25-16, 25-21        |
| 13ª giornata - 5 dicembre 2020 PalaFonte, Roma                     | Roma Club      | 2 - 3 | Mondovì          | 25-14, 25-20, 22-25, 15-25, 9-15  |
| 14ª giornata - 9 gennaio 2021 PalaManera, Mondovì                  | Mondovì        | 3 - 2 | Pinerolo         | 20-25, 25-23, 14-25, 25-17, 15-12 |
| 15ª giornata - 13 dicembre 2020 PalaBellina, Marsala               | Marsala        | 0 - 3 | Mondovì          | 18-25, 22-25, 19-25               |
| 16ª giornata - 20 dicembre 2020 PalaManera, Mondovì                | Mondovì        | 3 - 0 | Academy Sassuolo | 25-19, 26-24, 25-20               |
| 17ª giornata - 17 gennaio 2021 Palazzetto San Luigi, Busto Arsizio | Futura Giovani | 1 - 3 | Mondovì          | 24-26, 25-27, 25-23, 18-25        |
| 18ª giornata - 23 gennaio 2021 PalaManera, Mondovì                 | Mondovì        | 3 - 1 | Montale          | 25-23, 20-25, 25-14, 25-16        |

### Pool promozione

#### Girone di andata
| 1ª giornata - 28 febbraio 2021 PalaDionigi, Vallefoglia | Megavolley    | 3 - 0 | Mondovì          | 28-26, 25-17, 25-19               |
| 2ª giornata - 6 marzo 2021 PalaManera, Mondovì          | Mondovì       | 3 - 0 | Cutrofiano       | 32-30, 25-20, 25-17               |
| 3ª giornata - 17 marzo 2021 PalaFontescodella, Macerata | Helvia Recina | 3 - 2 | Mondovì          | 25-23, 25-18, 29-31, 24-26, 16-14 |
| 4ª giornata - 1º maggio 2021 PalaManera, Mondovì        | Mondovì       | 3 - 2 | Adolfo Consolini | 20-25, 25-19, 25-17, 20-25, 15-13 |
| 5ª giornata - 24 marzo 2021 PalaScoppa, Soverato        | Soverato      | 1 - 3 | Mondovì          | 25-17, 21-25, 21-25, 22-25        |

#### Girone di ritorno
| 6ª giornata - 28 aprile 2021 PalaManera, Mondovì                               | Mondovì          | 3 - 2 | Megavolley    | 20-25, 19-25, 25-14, 25-18, 15-10 |
| 7ª giornata - 5 aprile 2021 PalaCesari, Cutrofiano                             | Cutrofiano       | 0 - 3 | Mondovì       | 22-25, 11-25, 21-25               |
| 8ª giornata - 11 aprile 2021 PalaManera, Mondovì                               | Mondovì          | 1 - 3 | Helvia Recina | 25-27, 24-26, 25-20, 22-25        |
| 9ª giornata - 18 aprile 2021 Palazzetto dello Sport, San Giovanni in Marignano | Adolfo Consolini | 2 - 3 | Mondovì       | 19-25, 25-23, 25-19, 19-25, 11-15 |
| 10ª giornata - 25 aprile 2021 PalaManera, Mondovì                              | Mondovì          | 3 - 0 | Soverato      | 25-22, 26-24, 25-22               |

#### Play-off promozione
| Quarti di finale (gara 1) - 12 maggio 2021 PalaCosta, Ravenna  | Olimpia Teodora | 3 - 0 | Mondovì         | 25-22, 25-21, 25-19                          |
| Quarti di finale (gara 2) - 16 maggio 2021 PalaManera, Mondovì | Mondovì         | 3 - 1 | Olimpia Teodora | 25-19, 15-25, 25-19, 25-18 Golden set: 13-15 |

### Coppa Italia di Serie A2
| Quarti di finale - 3 marzo 2021 PalaManera, Mondovì | Mondovì       | 3 - 0 | Soverato | 25-18, 25-13, 25-22        |
| Semifinali - 10 marzo 2021 PalaManera, Mondovì      | Mondovì       | 3 - 1 | Pinerolo | 26-24, 25-23, 23-25, 25-16 |
| Finale - 14 marzo 2021 RDS Stadium, Rimini          | Helvia Recina | 3 - 0 | Mondovì  | 25-23, 25-20, 25-23        |